# Љубижда (Ораховац)
Љубижда је насеље у општини Ораховац, Косово и Метохија, Република Србија.

## Становништво
| Демографија | Демографија | Демографија |
| Година      | Становника  | Становника  |
| ----------- | ----------- | ----------- |
| 1948.       | 350         |             |
| 1953.       | 354         |             |
| 1961.       | 468         |             |
| 1971.       | 557         |             |
| 1981.       | 795         |             |
| 1991.       | 1.191       |             |